# Писецки, Катя
Катя Писецки (ивр. קטיה פיסצקי‎), урождённая Екатерина Евгеньевна Писецкая (род. 26 февраля 1986, Запорожье, УССР) — израильская спортсменка, представляла художественную гимнастику в индивидуальных упражнениях.

## Биография
Катя начала заниматься художественной гимнастикой с шести лет. Первыми тренерами были Светлана Захарова, позже — Людмила Ковалик, воспитавшая чемпионку мира и призёра Олимпийских игр Оксану Скалдину. Для того чтобы продолжить тренировки у Любови Серебрянской (мать и тренер олимпийской чемпионки Екатерины Серебрянской), Катя вынуждена была переехать в Симферополь. Где жила и училась в интернате. В симферопольском клубе «Грация» Катя достигла значительных результатов — была призёром Чемпионата Украины среди юниоров, постоянно выступала на международных соревнованиях.
Из-за тяжелой болезни тренера, Катя не смогла продолжить тренировки на Украине. В 2002 году она вместе с родителями репатриировалась в Израиль, где продолжила занятия художественной гимнастикой. Став, спустя непродолжительное время, одной из лучших гимнасток этой страны.

## Спортивные результаты
- 2002 Чемпионат Европы, Гранада, 13-е место — индивидуальное многоборье.
- 2003 Чемпионат мира, Будапешт, 18-е место — индивидуальное многоборье; 11-е место — команда.
- 2004 Летние Олимпийские игры 2004, Афины, 16-е место — индивидуальное многоборье.
- 2004 Чемпионат Европы, Киев, 11-е место — индивидуальное многоборье.
- 2007 Чемпионат мира, Патры, групповые упражнения, капитан сборной, 6-е место.
- 2008 Летние Олимпийские игры 2008, Пекин, групповые упражнения, капитан сборной, 6-е место.